# 55-й армійський корпус (Третій Рейх)
LV-й (55-й) армі́йський ко́рпус (нім. LV. Armeekorps) — армійський корпус Вермахту за часів Другої світової війни.

## Історія
LV-й армійський корпус був сформований 6 січня 1941 року в Баден-Бадені в V військовому окрузі (нім. Wehrkreis V).

## Райони бойових дій
- Німеччина (січень — квітень 1941);
- Генеральна губернія (квітень — червень 1941);
- СРСР (південний напрямок) (червень — жовтень 1941);
- СРСР (центральний напрямок) (жовтень 1941 — червень 1942);
- СРСР (південний напрямок) (червень 1942 — березень 1943);
- СРСР (центральний напрямок) (квітень 1943 — серпень 1944);
- Німеччина (Східна Пруссія) (вересень 1944 — квітень 1945).

## Командування

### Командири
- генерал від інфантерії Ервін Фіров (нім. Erwin Vierow) (6 січня 1941 — 13 лютого 1942);
- генерал-майор барон Рудольф фон Роман (нім. Rudolf Freiherr von Roman) (14 лютого — 9 березня 1942), ТВО;
- генерал-лейтенант, з 1 травня 1943 генерал від інфантерії Еріх Яшке (нім. Erich Jaschke) (10 березня 1942 — 5 жовтня 1943);
- генерал-лейтенант Фрідріх Геррляйн (нім. Friedrich Herrlein) (6 жовтня 1943 — січень 1944);
- генерал-лейтенант Горст Гроссманн (нім. Horst Großmann) (січень — травень 1944);
- генерал від інфантерії Фрідріх Геррляйн (травень 1944 — 5 лютого 1945);
- генерал-лейтенант Курт Хілль (нім. Kurt Chill) (5 лютого — квітень 1945).

## Бойовий склад 55-го армійського корпусу
Формування управління, забезпечення та підтримки
- 146-те артилерійське командування (Arko 146);
- 455-те управління корпусного постачання (Korps-Nachschubtruppen 455);
- 455-й корпусний батальйон зв'язку (Korps-Nachrichten-Abteilung 455);
- 455-й взвод фельджандармерії (Feldgendarmerie-Trupp 455);
- 455-й топографічний відділ корпусу (Korps-Kartenstelle 455).

- 4-та гірсько-піхотна дивізія (4. Gebirgs-Division).

- 97-ма легка піхотна дивізія (97. leichte Infanterie-Division);
- 99-та легка піхотна дивізія (99. leichte Infanterie-Division);
- 100-та легка піхотна дивізія (100. leichte Infanterie-Division);
- 101-ша легка піхотна дивізія (101. leichte Infanterie-Division);
- 112-та піхотна дивізія (112. Infanterie-Division);
- 113-та піхотна дивізія (113. Infanterie-Division);
- 167-ма піхотна дивізія (167. Infanterie-Division);
- 187-ма піхотна дивізія (187. Infanterie-Division).

- 75-та піхотна дивізія (75. Infanterie-Division);
- 111-та піхотна дивізія (111. Infanterie-Division).

- 57-ма піхотна дивізія (57. Infanterie-Division);
- 295-та піхотна дивізія (295. Infanterie-Division).

- 9-та піхотна дивізія (9. Infanterie-Division);
- 57-ма піхотна дивізія;
- 295-та піхотна дивізія.

- 3-тя танкова дивізія (3. Panzer-Division);
- 45-та піхотна дивізія (45. Infanterie-Division);
- 95-та піхотна дивізія (95. Infanterie-Division);
- 221-ша дивізія охорони (221. Sicherungs-Division);
- Частини:
  - 168-ї піхотної дивізії (168. Infanterie-Division);
  - 299-ї піхотної дивізії (299. Infanterie-Division);
- 1-ша моторизована бригада СС (1. SS-Infanterie-Brigade (mot.).

- 45-та піхотна дивізія;
- 95-та піхотна дивізія;
- 221-ша дивізія охорони;
- 1-ша моторизована бригада СС.

- 45-та піхотна дивізія;
- 95-та піхотна дивізія;
- 299-та піхотна дивізія;
- 1-ша моторизована бригада СС.

- 45-та піхотна дивізія;
- 88-ма піхотна дивізія (88. Infanterie-Division);
- 299-та піхотна дивізія;
- 383-тя піхотна дивізія (383. Infanterie-Division).

- 45-та піхотна дивізія;
- 299-та піхотна дивізія;
- Частини:
  - 88-ї піхотної дивізії;
  - 383-ї піхотної дивізії.

- 110-та піхотна дивізія (110. Infanterie-Division);
- 134-та піхотна дивізія (134. Infanterie-Division);
- 296-та піхотна дивізія (296. Infanterie-Division);
- 339-та піхотна дивізія (339. Infanterie-Division).

- 110-та піхотна дивізія;
- 296-та піхотна дивізія;
- 321-ша піхотна дивізія (321. Infanterie-Division);
- 339-та піхотна дивізія.

- 110-та піхотна дивізія;
- 211-та піхотна дивізія (211. Infanterie-Division);
- 268-ма піхотна дивізія (268. Infanterie-Division).

- 110-та піхотна дивізія;
- 211-та піхотна дивізія.

- 110-та піхотна дивізія;
- 267-ма піхотна дивізія (267. Infanterie-Division).

- 6-та піхотна дивізія (6. Infanterie-Division);
- 110-та піхотна дивізія;
- 296-та піхотна дивізія;
- 383-тя піхотна дивізія.

- 6-та піхотна дивізія;
- 31-ша піхотна дивізія (31. Infanterie-Division);
- 110-та піхотна дивізія;
- 296-та піхотна дивізія.

- 31-ша піхотна дивізія;
- 296-та піхотна дивізія;
- 707-ма піхотна дивізія (707. Infanterie-Division);
- 45-й полк охорони (Sicherungs-Regiment 45).

- 6-та піхотна дивізія;
- 31-ша піхотна дивізія;
- 296-та піхотна дивізія;
- 707-ма піхотна дивізія.

- 5-та танкова дивізія (5. Panzer-Division);
- 20-та танкова дивізія (20. Panzer-Division).

- 5-та танкова дивізія;
- 20-та танкова дивізія;
- 296-та піхотна дивізія;
- 707-ма піхотна дивізія.

- 20-та танкова дивізія;
- 134-та піхотна дивізія;
- 296-та піхотна дивізія;
- 707-ма піхотна дивізія.

- 102-га піхотна дивізія (102. Infanterie-Division);
- 292-га піхотна дивізія (292. Infanterie-Division).

- 267-ма піхотна дивізія;
- 28-ма єгерська дивізія (28. Jäger-Division);
- 203-тя дивізія охорони (203. Sicherungs Division);
- 562-га гренадерська дивізія (562. Grenadier-Division).

- 102-га піхотна дивізія;
- 203-тя піхотна дивізія (203. Infanterie-Division);
- 547-ма фольксгренадерська дивізія (547. Volks-Grenadier-Division);
- 562-га фольксгренадерська дивізія (562. Volks-Grenadier-Division).

- 607-ма дивізія особливого призначення (Division z.b.V. 607);
- 558-ма фольксгренадерська дивізія (558. Volks-Grenadier-Division).

- 50-та піхотна дивізія (50. Infanterie-Division);
- 286-та піхотна дивізія (286. Infanterie-Division);
- 558-ма фольксгренадерська дивізія.